# 张振武

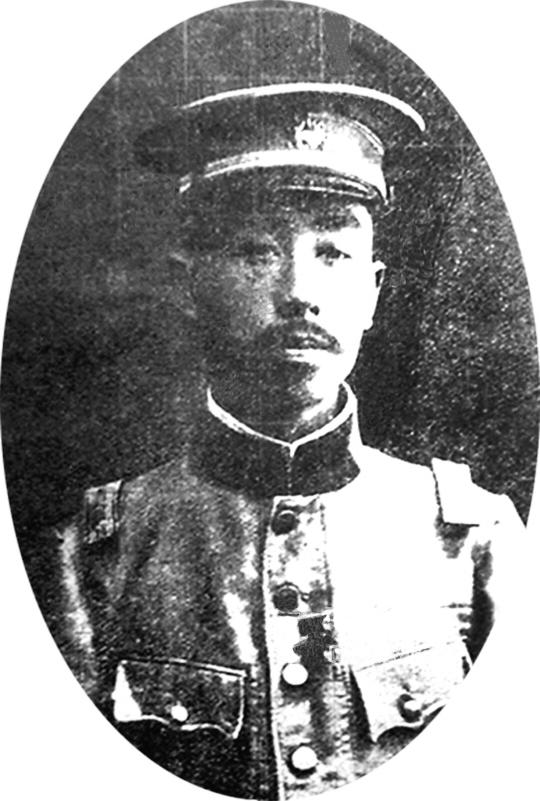

张振武（1877年—1912年8月16日），原名尧鑫，字春山，又名竹山。湖北省罗田县人，居住在竹山县。武昌起义首义者之一，被尊为共和元勋，和孙武、蒋翊武并称辛亥三武。

## 生平

### 早年事迹
张振武籍贯是湖北罗田人，居住于竹山。1900年考入湖北师范学校，1904年自费到日本早稻田大学学习法律政治，并参加体育会操练军事。1905年加入同盟会。1907年毕业回国，于武昌黄鹤楼街小学任教，其间因宣传反清革命几乎被捕。1909年又参加共进会并负责财务。

### 辛亥革命

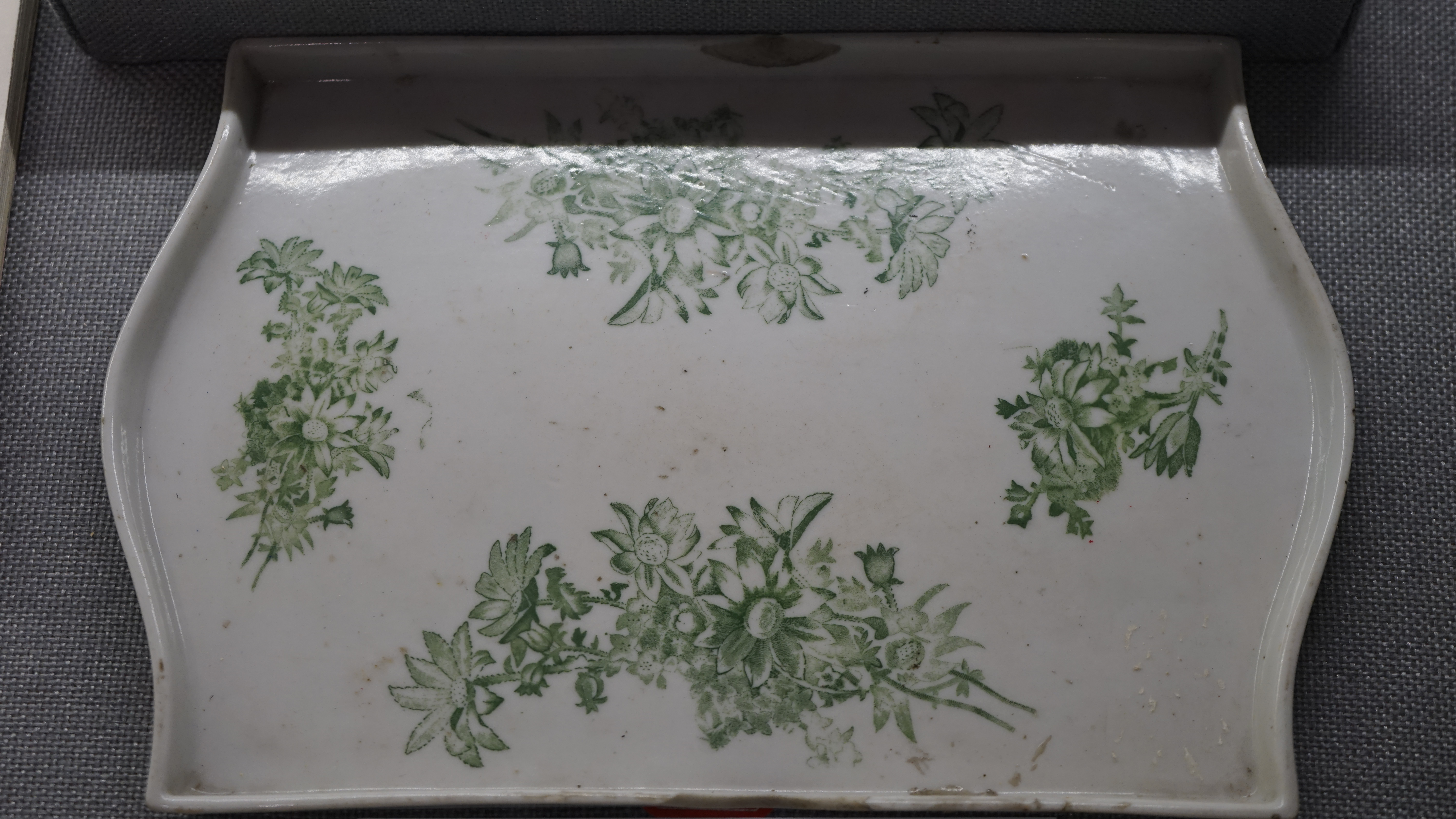
张振武用过的瓷茶盘

1911年10月10日在清政府四处搜捕革命党人的形势下，张振武四处联络党人，发动了起义，世称武昌起义。起义成功后，因为军事机关遭到破坏，将领非死即逃，革命军处于群龙无首的状态，张振武和其他军人共推黎元洪为都督。但黎还在犹豫。此时张振武和其他党人合议处决黎元洪，后来虽然黎元洪接受了任命，却自此结下了仇怨。
后来袁世凯的北洋军南下与武昌起义军作战，他通过印发宣传资料（《敬告我军人的白话文》）、亲自督战等方式，提高民心士气，并在黄兴等人主张退出武汉駐守南京的情况下，力主坚守。后来黎元洪对战事失去信心出走，张又评论说：“黎某如此畏缩，不如乘此另举贤能。”这使得他和黎元洪的仇怨加深了。

### 被殺
中华民国建立后，1912年8月16日凌晨，他和方维在北京被黎元洪去信袁世凯，要求以“贪污”罪名杀害。张振武案发后的第三天，国会参议院开会，主要意見认为，副总统黎元洪以非罪要求杀人，大总统袁世凯以命令擅改法律，均是违背约法。黎元洪想藉袁世凱之刀殺張振武，袁世凱將計就計，殺張振武同時公布黎元洪書信，重創黎元洪仁厚之名。